# Angath
Angath è un comune austriaco di 1 008 abitanti nel distretto di Kufstein, in Tirolo.